# Гидра (мифы Ктулху)
Ги́дра или Мать Гидра (англ. Hydra, Mother Hydra) — вымышленное божество, созданное американским писателем Говардом Филлипсом Лавкрафтом и последователями «Мифов Ктулху». Впервые упоминается в повести «Тень над Иннсмутом», наряду с её супругом Отцом Дагоном. Вместе они является покровителями Глубоководных, которые почтительно именуют их Отец Дагон и Мать Гидра. Вероятно, Гидра выглядит аналогично Дагону, с чертами рыбы и амфибии, а также отличается гигантскими размерами, — как Исполины.

## Гидра в творчестве Лавкрафта
Мать Гидра — огромное морское существо. Вместе со своим супругом, Отцом Дагоном, и правит расой Глубоководных. У неё почти такая же форма, как у Дагона, и её почитают многие из тех же культов, которые поклоняются её мужу. Также ей поклоняется один культ Гулей. Лавкрафт лишь несколько раз упоминает Гидру и ни разу не описывает. 
Существуют споры о том, является ли Мать Гидра и Дагон «Древним богом» или является представителем отдельного вида, как типовой представитель Глубоководных. Поскольку с ней персонажи не встречаются напрямую, то нельзя узнать описание её форм, кроме того, что уже известно о Дагоне. Гидра обладает гигантскими размерами и имеет неестественно длинную продолжительность жизни.
Сопротивляться Ордену Дагона было бесполезно — их ведь там, под водой, целые полчища. Обычно они не поднимались на поверхность и не трогали людей, но если что-то понуждало их к этому, то тогда сладу с ними не было никакого. От нас требовалось только регулярно приносить им кого-нибудь в жертву. Наши дети никогда не умирали, а просто возвращались назад к матери Гидре и отцу Дагону, от которых мы все когда-то произошли... Йа! Йа! Ктулху Фхтагн! Пх'нглуи мглв'нафх Ктулху Р'льех вгах'нагл фхтагн!Г. Ф. Лавкрафт. «Тень над Иннсмутом».
Лавкрафт лишь вскользь упоминает Гидру и никак ее не описывает. Вероятно, Гидра Лавкрафта основана на трактовке по народной этимологии имени древнегреческого божества Лернейской Гидры, которая упоминается в рассказе «Ужас в Ред Хуке», аналогично Дагону и флистимлянскому Дагону.

## Гидра в произведениях других авторов

### Генри Каттнер
Генри Каттнер пишет в рассказе «Гидра» (1939), что Гидра обитает в ином измерении, как и существа Извне, и связана с Древними богами. Гидра обитает в огромном море серой тины. Множество голов Гидры, как человеческих, так и инопланетных, вырастает из ила, рыдая и корчась в агонии. Гидра нападает на тех, кто смог проникнуть в Иные миры; её жертв находят с отъеденной головой. Гидре поклоняются гидроманты — сектанты, которые обманом заставляют людей совершать жертвоприношения Гидре с помощью брошюры, известной как «Об отправлении души», на последней странице которой содержится магическая формула астральной проекции. Формула переносит человека в астральной форме в любое желаемое место назначения. Однако, без ведома человека, ритуал также приводит субъект в контакт с Гидрой, которая затем сливается с астральным «я» человека, используя его в качестве носителя. Любой присутствующий там, где появляется астральный путешественник, обезглавливается, а голова жертвы становится частью Гидры. После этого астральный путешественник благополучно возвращается в свое первоначальное тело, не испытывая никаких болезненных последствий, за исключением, возможно, шока и ужаса от сцены, свидетелем которой он стал. 
Генри Каттнер описывает гидру в рассказах «Гидра» (1939), «Пожиратель душ» и других. 

### Август Дерлет
Август Дерлет пишет в своих произведениях, что Гидра является морским Древним богом и придает ей описание, которого не было у Лавкрафта.

### Кетрин Кирнан
Кетрин Кирнан описывает гидру в рассказе «Low Red Moon» (2003)